# Mathilde Schjøtt

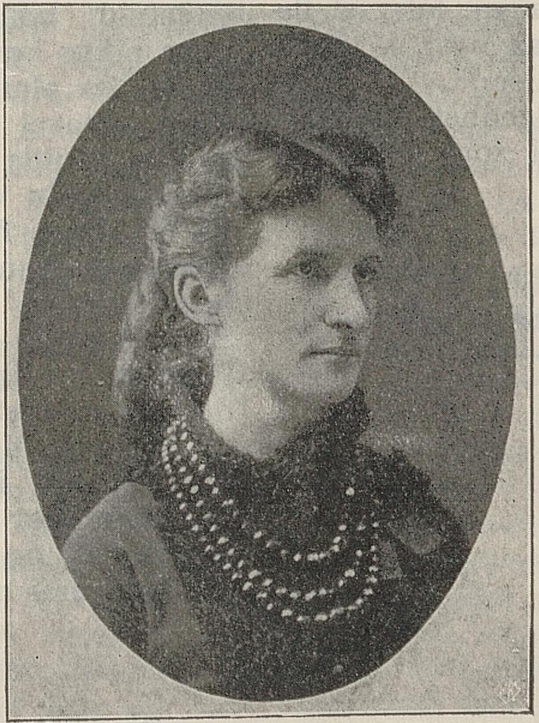
Mathilde Schjøtt (1844–1926)

Mathilde Schjøtt, geborene Dunker, (* 19. Februar 1844 in Kristiania (Oslo); † 13. Januar 1926 in Oslo) war eine norwegische Schriftstellerin, Literaturkritikerin und Frauenrechtlerin. Sie war „eine prominente Intellektuelle und eine wichtige literarische Kommunikatorin“, Mitbegründerin der Norwegischen Frauenrechtsvereinigung (Norsk Kvinnesaksforening) und Vorstandsmitglied und Dozentin der Norwegischen Lesevereinigung für Frauen (Kristiania Læseforening for Kvinder). Ihre literarischen Aktivitäten waren vielseitig: Abhandlungen über die Rechte der Frauen, Stücke fürs Theater, Kurzgeschichten, Literaturkritiken und eine große Biografie über Alexander Lange Kielland.

## Leben

### Jugend und Heirat
Mathilde Dunker war die jüngere Tochter des Anwalts und späteren Regierungsadvokaten Bernhard Dunker (1809–1870) und der Edle Jasine Theodore geborene Grundt (1811–1887). Sie hatte noch eine ältere Schwester, Sophie (* 1842), und einen jüngeren Bruder, Bernhard (* 1847). Ihr Elternhaus in der Carl Johans Gade war ein Treffpunkt des Bildungsbürgertums. Der Vater, „who belonged to the inner liberal circle in Christiania“, engagierte sich politisch für die „Linke“ und die Unabhängigkeit Norwegens und war ein Kulturmäzen.
Als Kind besuchte Mathilde die private Mädchenschule ihrer Tante Vilhelmine Ullmann und später die Schule von Hartvig Nissen. Zwischen ihrem 13. und 22. Lebensjahr verbrachte sie ihre Ferien oft in Kopenhagen im Haus des Dichters Christian Winther und seiner Frau Julie. 1861–1862 reiste sie mit ihrem Vater nach Paris und studierte danach in Brüssel Französisch und Englisch. Danach kehrte sie an Hartvig Nissens Schule zurück, um ihr Examen artium (Abitur) abzulegen, aber auch um ein Jahr lang Französisch zu unterrichten.
Am 26. November 1867 heiratete sie Peter Olrog Schjøtt (* 29. Juli 1833 in Dypvåg, heute Tvedestrand; † 7. Januar 1926 in Oslo), Sohn des Vikars Ole Herstad Schjøtt (1805–1848) und der Anne Jacobine Olrog (1801–1882). Der junge Philologe war erst im Vorjahr Professor für Griechisch geworden und mehrfach auf Studienreisen unterwegs. 1873–1874 begleitete ihn seine schwangere Frau nach Leipzig, wo dann die dritte Tochter Julie Constance (* 1874) zur Welt kam. Drei weitere Töchter wurden in Oslo oder dem Vorort Vestre Aker geboren: Anna Theodora (* 1868), Sofie Conradine (* 1871) und Mathilde (* 1876). Die Familie hatte ihre Wohnung in Bogstadveien bzw. Frogner gade in Vestre Aker, das um 1890 nach Kristiania kjøpstad eingemeindet wurde. Ab der Volkszählung 1900 war die Wohnadresse Rosenborggaden 11.

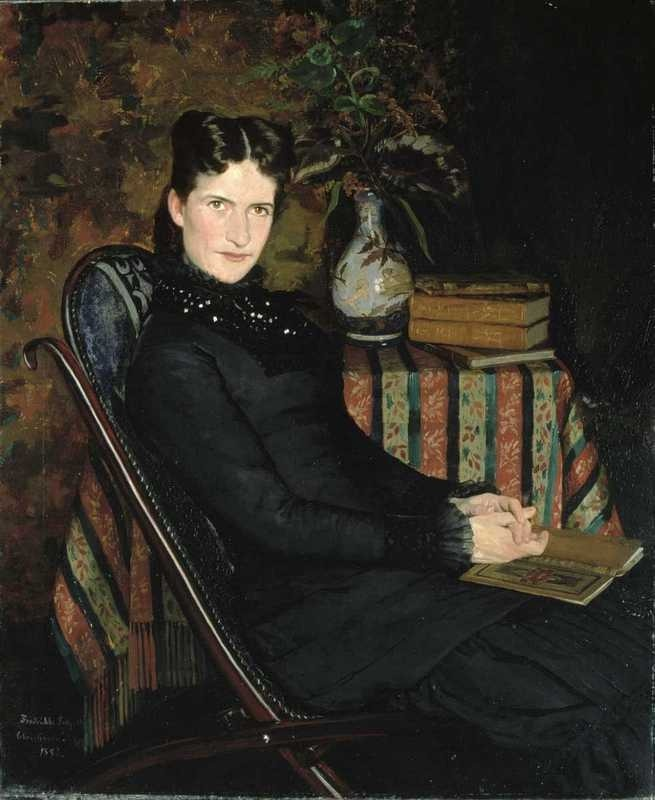
Mathilde Schjøtt, 1883 (Gemälde von Fredrikke Schjøtt, Oslo Museum)

Alle vier Töchter wurden berufstätig, nachdem sie zuvor studiert und akademische Abschlüsse erreicht hatten. Damit waren sie Pionierinnen des Frauenstudiums in Norwegen, das erst 1884 allgemein erlaubt worden war. Sofie Schjøtt (1871–1950) war eine der ersten norwegischen Juristinnen, wurde aber erst als 50-Jährige Richterin. Mathilde Schjøtt (1876–1959) war als Realschullehrerin Norwegens erste Beamtin. Auch Anna Theodora und Julie Constance arbeiteten als Lehrerinnen, letztere als Philologin an der Kristiansand katedralskole (Domschule Kristiansand).

### Schriftstellerin
Mathilde Schjøtt wurde von den kulturellen Bemühungen ihres Vaters und ihrer Tante inspiriert und von Freunden wie Johan Sebastian Welhaven, Bjørnstjerne Bjørnson und Ernst Sars zum Schreiben angeregt. Aber erst 1871, als zweifache Mutter, veröffentlichte sie – anonym – ihr erstes Werk: Venindernes Samtale om Kvindens Underkuelse (Das Gespräch der Freunde über die Unterwerfung der Frau). „Dies ist vielleicht ihr interessantestes Werk, die erste kritische, ausführliche Auseinandersetzung einer Frau mit der Debatte um John Stuart Mill und die Frauenbewegung.“
1882–1887 veröffentlichte Mathilde Schjøtt Kritiken „in the radical periodical“ Nyt Tidsskrift und unterstützte deren Herausgeber Ernst Sars zeitweise als Redakteur. Ab 1890 erschienen ihre Artikel in Nylænde, der Zeitschrift der Norwegischen Frauenrechtsvereinigung (Norsk Kvinnesaksforening). Sie hatte die Vereinigung selbst mitbegründet und war Mitglied des ersten Vorstands. Vorstandsmitglied war sie auch in der Norwegischen Lesevereinigung für Frauen (Kristiania Læseforening for Kvinder), wo sie häufig Vorträge hielt. Dem Frauenausschuss des Norsk Folkemuseum stand sie als Vorsitzende vor.
Auch in anderen Zeitschriften und Tageszeitungen schrieb Mathilde Schjøtt „über Literatur, Erziehung und Bildung und verstand es, einen ausgewogenen, vergleichenden Ansatz zu finden.“ Sie hatte eine Vorliebe für den realistischen Stil der „Vier Großen“ (Bjørnson, Ibsen, Kielland und Lie), aber lehnte den Naturalismus klar ab.
„Mathilde Schjøtt verstand sich als Liberale, nicht als Radikale, und sie war keine verbale Debattiererin. Sie hatte jedoch eine unabhängige, mutige Feder und griff schon früh patriarchalische Haltungen an. In den 1870er und frühen 1880er Jahren schrieb sie deutlich gesellschaftskritisch.“ 1888–1889 war ihr Ehemann Peter Schjøtt Minister (Statsråd) in der Regierung Sverdrup, und die Ministergattin galt als die beste Stütze ihres Mannes. In ihrem Salon trafen sich die führenden Köpfe aus Politik, Kunst und Wissenschaft. 
Auch Frau Schjøtts im engeren Sinne belletristische Werke sind nicht ohne Biss, wie schon die Titel anzeigen. Ihr unter dem Pseudonym Bernhard Jul geschriebenes Theaterstück wurde im Christiania Theater als Thevand og Kjærlighed eller Forsvoren Ting gaar snarest omkring (Teewasser und Liebe oder das Versprechen, dass sich die Dinge bald ändern werden) aufgeführt. Als Quivis veröffentlichte sie Statsraadinden (Staatsratsmitglieder), bereits ein Jahr bevor ihr Ehemann ein solcher wurde. Diese Kurzgeschichte gilt als ihr erfolgreichstes belletristisches Werk. Erst 1893 veröffentlichte sie unter ihrem eigenen Namen, nämlich Efter læsningen af »Bygmester Solness«, ein „Gespräch“ über Ibsens Baumeister Solness.
Als Spätwerk erschien 1904 „ein schönes und gefühlvolles Buch“ über Alexander Lange Kielland, anlässlich des 25-jährigen Jubiläums seiner Lyrik.

## Würdigung
„Mathilde Schjøtt war eine Ausnahmeerscheinung im intellektuellen Leben ihrer Generation. Als Mutter von vier Kindern und Ehefrau eines Professors war es für sie schwierig, sich hauptberuflich auf das Schreiben zu konzentrieren. Ihr Einsatz als weitsichtige, analytische Schriftstellerin und Kritikerin geht weit über ihr rein literarisches Schaffen hinaus. […] Sie wurde zu einer reflektierenden, bürgerlichen Brückenbauerin, die das Privileg hatte, immer zu den Eliten zu gehören und dies als Verpflichtung empfand.“
Im 21. Jahrhundert wird ihre Bedeutung als Kritikerin auch unter einem feministischen Blickwinkel betrachtet: „Einen lange vernachlässigten bedeutenden Status hatte vor allem in Norwegen eine Gruppe weiblicher Kritiker, unter ihnen Amalie Skram und Mathilde Schjøtt, deren Beiträge Ansätze zu einer frauensolidarischen Gegenöffentlichkeit erkennen lassen.“

## Familie
Mathilde Schjøtts Großmutter Conradine Dunker war eine geborene Hansteen und ihre Nachfahren sind eine sehr verzweigte Familie, deren Mitglieder (und ihre Ehepartner) oftmals durch literarische, philologische, künstlerische, politische oder pädagogische Aktivitäten prominent geworden sind. Auffallend viele Frauen waren literarisch und für die Frauenrechte tätig: Mathilde Schjøtt selbst, ihre Tante Vilhelmine Ullmann, ihre Cousine Ragna Nielsen sowie ihre Cousine zweiten Grades Aasta Hansteen. Vater Bernhard Dunker und Cousin Viggo Ullmann waren politisch tätig. Ihr Schwager Steinar Schjøtt (1844–1920) war ein Philologe, Pädagoge und Lehrbuchautor.

## Werke
(Quellen: )
- (Anonym:) Venindernes Samtale om Kvindens Underkuelse. (Das Gespräch der Freunde über die Unterwerfung der Frau.) Gyldendal, Kopenhagen 1871. (Digitale Ausgabe NB) (Digitale Ausgabe bokselskap)
- (Pseudonym Bernhard Jul:) Aftenscene. (Abendszene.) Ungedrucktes Theaterstück, 1872, aufgeführt in Kristiania unter dem Titel Thevand og Kjærlighed eller Forsvoren Ting gaar snarest omkring. (Teewasser und Liebe oder das Versprechen, dass sich die Dinge bald ändern werden.)
- Ægteskab – Civilægteskab – Nødcivilægteskab. (Eheschließung – Zivilehe – Notzivilehe.) in Morgenbladet 1878, Nr. 72a, 77a, 78a, 84a und 85a.
- (Anonym:) Rosen. Proverbe i 1 Akt. (Rosen. Sprüche in 1 Akt.) in: Nyt Tidsskrift 1882, Seite 113–139.
- Om Kvindens Stilling og Adgang til høiere Uddannelse. (Zur Stellung der Frau und zum Zugang zur Hochschulbildung.) in: Vor Ungdom Kopenhagen 1884, Seite 281–295 und 343–365.
- (Pseudonym Quivis:) Statsraadinden. Kristiania-interiør, fra april 1884. og Tilsidst, novelette. (Staatsratsmitglieder. Kristiania-Interieur vom April 1884. Und: Zuletzt, Novelle.) Kristiania 1887 (Digitale Version).
- Efter læsningen af »Bygmester Solness«. en samtale. (Nach der Lektüre von „Baumeister Solness“, ein Gespräch.) Aschehoug, Kristiania 1893 (Digitale Version).
- Jonas Lies Niobe. Foredrag holdt i »Læseforeningen for kvinder«. (Jonas Lies Niobe. Vortrag im »Læseforeningen for Kvinder«) am 20. Februar 1894. In: Nylænde. 1894, Nr. 13 (Digitale Version bei Projekt Runeberg).
- Alexander Lange Kielland. Liv og Værker. et fem og tyve Aars Minde 1879–1904. (Alexander Lange Kielland. Leben und Werk. Ein Gedenken zum 25. Jahr 1879–1904.) Det norske Aktieforlag, Kristiania 1904.
- Beiträge zu Zeitschriften (Auswahl)
  - Nyt Tidsskrift. 1882–1887
  - Nylænde. 1890–1894
  - Vor Ungdom. (Kopenhagen) 1884–1887
  - Tidskrift för Hemmet. 1885
  - Morgenbladet. 1877–1878
  - Dagbladet. 1882
  - Verdens Gang. 1884–1895
  - Fredriksstads Tilskuer. 1891–1893